# Belén Dos
Belén Dos är en ort i Mexiko.   Den ligger i kommunen Acala och delstaten Chiapas, i den sydöstra delen av landet, 700 km sydost om huvudstaden Mexico City. Belén Dos ligger 682 meter över havet och antalet invånare är 113.
Terrängen runt Belén Dos är kuperad åt nordväst, men åt sydost är den platt. Runt Belén Dos är det ganska tätbefolkat, med 58 invånare per kvadratkilometer. Närmaste större samhälle är Acala, 16,2 km nordost om Belén Dos. I omgivningarna runt Belén Dos växer huvudsakligen savannskog.